# 蒙疆聯合自治政府職官列表
蒙疆聯合自治政府職官列表列出蒙疆聯合自治政府的中央及地方主要职官。

## 蒙疆聯合自治政府中央職官

### 主席、副主席、最高顧問（1939年—1945年）
| 主席（1939年—1945年）             |                |                                      |                                      |
| 照片                              | 姓名           | 任職時間                             | 離職時間                             |
|                                   | 德穆楚克棟魯普 | 1939年9月1日                         | 1945年8月                            |
| 副主席（1939年—1945年）           |                |                                      |                                      |
| 照片                              | 姓名           | 任職時間                             | 離職時間                             |
|                                   | 于品卿         | 1939年9月1日                         | 1945年8月                            |
|                                   | 夏恭           | 1939年9月1日                         | 1941年3月                            |
|                                   | 李守信         | 1941年6月                            | 1945年8月                            |
| 最高顧問（1939年—1942年；1945年） |                |                                      |                                      |
|                                   | 金井章次       | 1939年9月1日                         | 1941年11月8日 （一說1941年11月27日） |
|                                   | 大橋忠一       | 1941年11月8日 （一說1941年11月27日） | 1942年9月3日                         |
|                                   | 神吉正一       | 1945年2月26日                        | 1945年8月                            |
| 主席府秘書處處長（1939年—1941年） |                |                                      |                                      |
|                                   | 村谷彥治郎     | 1939年9月1日                         | 1941年                               |

### 政務院（1939年—1945年）
| 政務院院長（1939年—1945年）       |                |              |           |
| 照片                              | 姓名           | 任職時間     | 離職時間  |
|                                   | 卓特巴扎普     | 1939年9月1日 | 1941年6月 |
|                                   | 吳鶴齡         | 1941年6月    | 1944年    |
|                                   | 德穆楚克棟魯普 | 1944年       | 1945年8月 |
| 政務院諮議（1939年—1945年）       |                |              |           |
| 照片                              | 姓名           | 任職時間     | 離職時間  |
|                                   | 雄諾敦都布     | 1939年9月1日 | 1945年8月 |
|                                   | 特克希卜彥     | 1939年9月1日 | 1945年8月 |
| 內務長官（1944年—1945年）         |                |              |           |
| 照片                              | 姓名           | 任職時間     | 離職時間  |
|                                   | 吳鶴齡         | 1944年       | 1945年8月 |
| 經濟長官（1944年—1945年）         |                |              |           |
| 照片                              | 姓名           | 任職時間     | 離職時間  |
|                                   | 于品卿         | 1944年       | 1945年8月 |
| 軍事長官（1944年—1945年）         |                |              |           |
| 照片                              | 姓名           | 任職時間     | 離職時間  |
|                                   | 李守信         | 1944年       | 1945年8月 |
| 司法長官（1944年—1945年）         |                |              |           |
| 照片                              | 姓名           | 任職時間     | 離職時間  |
|                                   | 補英達賴       | 1944年       | 1945年8月 |
| 政務院秘書處處長（1941年—1945年） |                |              |           |
| 照片                              | 姓名           | 任職時間     | 離職時間  |
|                                   | 村谷彥治郎     | 1941年       | 1945年8月 |

#### 總務部、總務廳（1939年—1945年）
| 總務部部長（1939年—1941年） |                  |              |           |
| 照片                        | 姓名             | 任職時間     | 離職時間  |
|                             | 關口保           | 1939年9月1日 | 1941年    |
|                             | 金井章次         | 1941年       | 1941年    |
|                             | 武內哲夫（代理） | 1941年       | 1941年6月 |
| 總務部次長（1939年—1941年） |                  |              |           |
| 照片                        | 姓名             | 任職時間     | 離職時間  |
|                             | 武內哲夫         | 1939年9月1日 | 1941年6月 |
| 總務廳廳長（1941年—1945年） |                  |              |           |
| 照片                        | 姓名             | 任職時間     | 離職時間  |
|                             | 武內哲夫         | 1941年       | ？        |
|                             | 前島昇（署理）   | ？           | ？        |
| 總務廳次長（1941年—1945年） |                  |              |           |
| 照片                        | 姓名             | 任職時間     | 離職時間  |
|                             | 沼野英不二       | 1941年       | 1941年    |
|                             | 前島昇           | 1941年       | 1942年    |
|                             | 陳有聲           | 1942年       | 1945年？  |
|                             | 陶克托胡         | 1943年8月    | 1945年？  |
|                             | 大木義雄         | 1945年       | 1945年8月 |

#### 民政部（1939年—1941年）
| 民政部部長（1939年—1941年） |            |              |           |
| 照片                        | 姓名       | 任職時間     | 離職時間  |
|                             | 松津旺楚克 | 1939年9月1日 | 1941年6月 |
| 民政部次長（1939年—1941年） |            |              |           |
| 照片                        | 姓名       | 任職時間     | 離職時間  |
|                             | 大場辰之助 | 1939年9月1日 | 1940年4月 |
|                             | 武藤公平   | 1940年4月    | 1941年6月 |

#### 治安部、內政部（1939年—1945年）
| 治安部部長（1939年—1941年）     |            |              |               |
| 照片                            | 姓名       | 任職時間     | 離職時間      |
|                                 | 丁其昌     | 1939年9月1日 | 1941年6月     |
| 治安部次長（1939年—1941年）     |            |              |               |
| 照片                            | 姓名       | 任職時間     | 離職時間      |
|                                 | 藤井武一郎 | 1939年9月1日 | 1941年        |
|                                 | 早阪冬男   | 1941年       | 1941年6月30日 |
| 內政部部長（1941年—1945年）     |            |              |               |
| 照片                            | 姓名       | 任職時間     | 離職時間      |
|                                 | 丁其昌     | 1941年6月    | 1945年8月     |
| 內政部次長（1941年—1945年）     |            |              |               |
| 照片                            | 姓名       | 任職時間     | 離職時間      |
|                                 | 武內哲夫   | 1941年       | 1943年        |
|                                 | 賽吉爾胡   | 1943年8月    | 1945年8月     |
| 中央醫學院院長（1942年—1945年） |            |              |               |
| 照片                            | 姓名       | 任職時間     | 離職時間      |
|                                 | 池口輝雄   | 1942年       | 1945年8月？   |

#### 司法部（1939年—1941年）
| 司法部部長（1939年—1941年） |            |              |           |
| 照片                        | 姓名       | 任職時間     | 離職時間  |
|                             | 陶克陶     | 1939年9月1日 | 1941年6月 |
| 司法部次長（1939年—1941年） |            |              |           |
| 照片                        | 姓名       | 任職時間     | 離職時間  |
|                             | 波多野義雄 | 1939年9月1日 | 1940年    |

#### 財政部、經濟部（1939年—1945年）
| 財政部部長（1939年—1941年） |                                      |              |           |
| 照片                        | 姓名                                 | 任職時間     | 離職時間  |
|                             | 馬永魁                               | 1939年9月1日 | 1941年6月 |
| 財政部次長（1939年—1941年） |                                      |              |           |
| 照片                        | 姓名                                 | 任職時間     | 離職時間  |
|                             | 日比野襄（財政部顧問，辦理次長事務） | 1939年9月1日 | 1941年6月 |
| 經濟部部長（1941年—1945年） |                                      |              |           |
| 照片                        | 姓名                                 | 任職時間     | 離職時間  |
|                             | 馬永魁                               | 1941年6月    | 1943年8月 |
|                             | 田汝弼                               | 1943年8月    | ？        |
|                             | 杜運宇                               | ？           | 1945年8月 |
| 經濟部次長（1941年—1945年） |                                      |              |           |
| 照片                        | 姓名                                 | 任職時間     | 離職時間  |
|                             | 日比野襄                             | 1941年6月    | 1941年7月 |
|                             | 沼野英不二                           | 1941年7月    | 1943年8月 |
|                             | 張子榮                               | 1943年8月    | 1945年8月 |
| 財政部部長（1943年—1945年） |                                      |              |           |
| 照片                        | 姓名                                 | 任職時間     | 離職時間  |
|                             | 吉爾嘎朗                             | 1943年8月    | 1945年8月 |
| 財政部次長（1943年—1945年） |                                      |              |           |
| 照片                        | 姓名                                 | 任職時間     | 離職時間  |
|                             | ？                                   | 1943年8月    | 1945年8月 |

#### 產業部（1939年—1941年；1943年—1945年）
| 產業部部長（1939年—1941年）     |                        |              |           |
| 照片                            | 姓名                   | 任職時間     | 離職時間  |
|                                 | 杜運宇                 | 1939年9月1日 | 1941年6月 |
|                                 | 杜運宇                 | 1943年8月    | 1945年8月 |
| 產業部次長（1939年—1941年）     |                        |              |           |
| 照片                            | 姓名                   | 任職時間     | 離職時間  |
|                                 | 野尻哲二               | 1939年9月1日 | 1941年6月 |
|                                 | 圖木勒巴塔爾（劉定一） | 1943年8月    | 1945年8月 |
| 榷运清查总署署長（1939年—？）   |                        |              |           |
| 照片                            | 姓名                   | 任職時間     | 離職時間  |
|                                 | 吉爾嘎朗               | 1939年9月1日 | 1940年    |
| 榷运清查总署副署長（1939年—？） |                        |              |           |
| 照片                            | 姓名                   | 任職時間     | 離職時間  |
|                                 | 高須進一               | 1939年9月1日 | ？        |

#### 交通部、交通總局、交通總署（1939年—1945年）
| 交通部部長（1939年—1941年）   |                      |              |           |
| 照片                          | 姓名                 | 任職時間     | 離職時間  |
|                               | 金永昌               | 1939年9月1日 | 1941年6月 |
| 交通部次長（1939年—1941年）   |                      |              |           |
| 照片                          | 姓名                 | 任職時間     | 離職時間  |
|                               | 伊藤祐               | 1939年9月1日 | 1941年6月 |
| 交通部顧問（1939年—？）       |                      |              |           |
| 照片                          | 姓名                 | 任職時間     | 離職時間  |
|                               | 滿尾君亮             | 1939年9月1日 | ？        |
| 交通總局局長（1941年—1943年） |                      |              |           |
| 照片                          | 姓名                 | 任職時間     | 離職時間  |
|                               | 金永昌               | 1941年6月    | 1943年8月 |
| 交通總局次長（1941年—1943年） |                      |              |           |
| 照片                          | 姓名                 | 任職時間     | 離職時間  |
|                               | 伊藤祐               | 1941年6月    | 1941年    |
|                               | 仲西實雄             | 1942年3月    | 1943年8月 |
| 交通總署署長（1943年—1945年） |                      |              |           |
| 照片                          | 姓名                 | 任職時間     | 離職時間  |
|                               | 穆克登寶             | 1943年8月    | 1945年8月 |
| 交通總署次長（1943年—1945年） |                      |              |           |
| 照片                          | 姓名                 | 任職時間     | 離職時間  |
|                               | 恩和阿穆尔（张绍庭） | 1943年8月    | 1945年8月 |

#### 牧業總局（1939年—1941年）
| 牧業總局局長（1939年—1941年） |              |              |           |
| 照片                          | 姓名         | 任職時間     | 離職時間  |
|                               | 郭爾卓爾扎布 | 1939年9月1日 | 1941年6月 |
| 牧業總局次長（1939年—1941年） |              |              |           |
| 照片                          | 姓名         | 任職時間     | 離職時間  |
|                               | 泉名英       | 1939年9月1日 | ？        |
|                               | 柏五郎       | ？           | 1941年6月 |

#### 司法委員會（1941年—1945年）
| 司法委員會長官（1941年—1945年） |            |           |           |
| 照片                            | 姓名       | 任職時間  | 離職時間  |
|                                 | 杜運宇     | 1941年6月 | 1943年8月 |
|                                 | 文畫君     | 1943年8月 | 1945年8月 |
| 司法委員會次長（1941年—1945年） |            |           |           |
| 照片                            | 姓名       | 任職時間  | 離職時間  |
|                                 | 藤井武一郎 | 1941年    | 1941年？  |
|                                 | 住安國雄   | 1942年    | 1945年8月 |

#### 興蒙委員會（1941年—1945年）
| 興蒙委員會委員長（1941年—1945年）   |            |           |           |
| 照片                                | 姓名       | 任職時間  | 離職時間  |
|                                     | 松津旺楚克 | 1941年6月 | 1945年8月 |
| 興蒙委員會副委員長（1941年—1945年） |            |           |           |
| 照片                                | 姓名       | 任職時間  | 離職時間  |
|                                     | 吉爾嘎朗   | 1942年    | 1943年8月 |
|                                     | 陳紹武     | 1943年8月 | 1945年8月 |
| 興蒙委員會主任顧問（1941年—1945年） |            |           |           |
| 照片                                | 姓名       | 任職時間  | 離職時間  |
|                                     | 村谷彥治郎 | ？        | 1945年8月 |
| 興蒙學院院長（1941年—1945年）       |            |           |           |
| 照片                                | 姓名       | 任職時間  | 離職時間  |
|                                     | 特克希卜彥 | 1941年    | ？        |
|                                     | 陳紹武     | ？        | ？        |
|                                     | 烏力吉圖   | ？        | 1945年8月 |

#### 回教委員會（1941年—1945年）
| 回教委員會委員長（1941年—1945年）   |        |           |           |
| 照片                                | 姓名   | 任職時間  | 離職時間  |
|                                     | 蔣輝若 | 1941年6月 | 1945年8月 |
| 回教委員會副委員長（1941年—1945年） |        |           |           |
| 照片                                | 姓名   | 任職時間  | 離職時間  |
|                                     | 曹英   | 1942年    | 1945年8月 |
|                                     | 李郁周 | ？        | ？        |

#### 總力委員會（1941年—1945年）
| 總力委員會主任委員（1941年—1945年） |          |          |           |
| 照片                                | 姓名     | 任職時間 | 離職時間  |
|                                     | 武內哲夫 | 1941年   | 1945年8月 |

#### 軍事部（1944年—1945年）
| 軍事部部長（1944年—1945年） |          |          |           |
| 照片                        | 姓名     | 任職時間 | 離職時間  |
|                             | 李守信   | 1944年   | 1945年8月 |
| 軍事部次長（1941年—1945年） |          |          |           |
| 照片                        | 姓名     | 任職時間 | 離職時間  |
|                             | 崔玉坤   | 1944年   | 1945年8月 |
|                             | 郭勒敏色 | 1944年   | 1945年8月 |

#### 蒙疆學院、中央學院（1939年—1945年）
| 蒙疆學院院長（1939年—1941年） |            |                  |              |
| 照片                          | 姓名       | 任職時間         | 離職時間     |
|                               | 卓特巴扎普 | 1939年4月15日    | 1939年9月1日 |
|                               | 關口保     | 1939年9月1日     | 1940年       |
|                               | 常岡寬治   | 1940年4月        | 1941年6月1日 |
| 中央學院院長（1941年—1945年） |            |                  |              |
| 照片                          | 姓名       | 任職時間         | 離職時間     |
|                               | 常岡寬治   | 1941年6月1日     | 1942年       |
|                               | 黑岩義勝   | 1942年3月1日就任 | 1945年       |
|                               | 武田南陽   | 1945年6月        | 1945年8月    |

#### 蒙古高等學院（1943年—1945年）
| 蒙古高等學院院長（1943年—1945年） |        |           |           |
| 照片                              | 姓名   | 任職時間  | 離職時間  |
|                                   | 吳鶴齡 | 1943年3月 | 1945年8月 |

### 參議府（1939年—1945年）
| 名譽議長（1939年—1945年）   |              |              |           |
| 照片                        | 姓名         | 任職時間     | 離職時間  |
|                             | 楊桑         | 1939年9月1日 | 1945年8月 |
| 議長（1939年—1945年）       |              |              |           |
| 照片                        | 姓名         | 任職時間     | 離職時間  |
|                             | 李守信       | 1939年9月1日 | 1940年    |
|                             | 吳鶴齡       | 1940年       | 1941年6月 |
|                             | 卓特巴扎普   | 1941年6月    | 1945年8月 |
| 特任參議（1939年—1940年）   |              |              |           |
| 照片                        | 姓名         | 任職時間     | 離職時間  |
|                             | 吳鶴齡       | 1939年9月1日 | 1940年    |
| 參議（1941年—1945年）       |              |              |           |
| 照片                        | 姓名         | 任職時間     | 離職時間  |
|                             | 陶克陶       | 1941年6月    | 1945年8月 |
|                             | 郭爾卓爾扎布 | 1941年6月    | 1945年8月 |
|                             | 吉爾嘎朗     | 1941年6月    | 1945年8月 |
|                             | 蔣輝若       | 1941年6月    | 1945年8月 |
|                             | 陳玉銘       | 1943年8月    | 1945年8月 |
| 顧問（1941年—1945年）       |              |              |           |
| 照片                        | 姓名         | 任職時間     | 離職時間  |
|                             | 武藤公平     | 1941年       | 1945年8月 |
| 秘書處處長（1939年—1945年） |              |              |           |
| 照片                        | 姓名         | 任職時間     | 離職時間  |
|                             | 村谷彥治郎   | 1939年       | 1945年8月 |

### 蒙古軍總司令部（1939年—1945年）
| 蒙古軍總司令（1939年—1945年） |        |              |           |
| 照片                          | 姓名   | 任職時間     | 離職時間  |
|                               | 李守信 | 1939年9月1日 | 1945年8月 |
| 蒙古軍參謀長（1939年—1945年） |        |              |           |
| 照片                          | 姓名   | 任職時間     | 離職時間  |
|                               | 烏古廷 | 1939年9月1日 | 1945年8月 |

### 最高法院（1939年—1945年）
| 最高法院院長（1939年—1945年） |          |              |           |
| 照片                          | 姓名     | 任職時間     | 離職時間  |
|                               | 補英達賴 | 1939年9月1日 | 1945年8月 |
| 最高法院次長（1939年—1945年） |          |              |           |
| 照片                          | 姓名     | 任職時間     | 離職時間  |
|                               | 劉繼廣   | 1939年9月1日 | 1939年？  |
|                               | 安部恕   | 1940年       | 1945年8月 |

### 最高檢察院（1939年—1945年）
| 最高檢察院院長（1939年—1945年） |          |              |           |
| 照片                            | 姓名     | 任職時間     | 離職時間  |
|                                 | 安部恕   | 1939年9月1日 | 1939年？  |
|                                 | 劉繼廣   | 1940年       | 1943年8月 |
|                                 | 金永昌   | 1943年8月    | 1945年8月 |
| 最高檢察院次長（1939年—1945年） |          |              |           |
| 照片                            | 姓名     | 任職時間     | 離職時間  |
|                                 | 隈元孝道 | 1939年9月1日 | 1942年？  |

### 駐日本代表部（？—1945年）
| 駐日本代表（？—1945年） |            |          |             |
| 照片                    | 姓名       | 任職時間 | 離職時間    |
|                         | 特克希卜彥 | ？       | 1945年8月？ |

### 駐滿洲國代表部（？—1945年）
| 駐滿洲國代表（？—1945年） |          |          |             |
| 照片                      | 姓名     | 任職時間 | 離職時間    |
|                           | 恩和布林 | ？       | 1945年8月？ |

### 駐華北辦事處（？—1945年）
| 駐華北辦事處處長（？—1945年） |          |          |             |
| 照片                          | 姓名     | 任職時間 | 離職時間    |
|                               | 市村隆吉 | ？       | 1945年8月？ |

## 蒙疆聯合自治政府地方職官

### 察南政廳、宣化省（1939年—1945年）
| 察南政廳長官（1939年—1943年） |          |              |           |
| 照片                          | 姓名     | 任職時間     | 離職時間  |
|                               | 陳玉銘   | 1939年9月1日 | 1943年8月 |
| 察南政廳次長（1939年—1943年） |          |              |           |
| 照片                          | 姓名     | 任職時間     | 離職時間  |
|                               | 竹內元平 | 1939年9月1日 | 1939年    |
|                               | 武藤公平 | 1939年       | 1940年4月 |
|                               | 大園長喜 | 1940年4月    |           |
| 宣化省省長（1943年—1945年）   |          |              |           |
| 照片                          | 姓名     | 任職時間     | 離職時間  |
|                               | 李煥瀛   | 1943年8月    | 1943年    |
|                               | 文畫君   | 1943年       | 1943年    |
|                               | 劉繼廣   | 1943年       | 1945年8月 |
| 宣化省次長（1943年—1945年）   |          |              |           |
| 照片                          | 姓名     | 任職時間     | 離職時間  |
|                               | 澤田貞一 | 1943年       | ？        |
|                               | 森一郎   | ？           | 1945年8月 |

### 晉北政廳、大同省（1939年—1945年）
| 晉北政廳長官（1939年—1943年） |            |              |           |
| 照片                          | 姓名       | 任職時間     | 離職時間  |
|                               | 田汝弼     | 1939年9月1日 | 1943年8月 |
| 晉北政廳次長（1939年—1943年） |            |              |           |
| 照片                          | 姓名       | 任職時間     | 離職時間  |
|                               | 前島昇     | 1939年9月1日 | 1941年6月 |
|                               | 森井雄次郎 | 1941年6月    | 1943年8月 |
| 大同省省長（1943年—1945年）   |            |              |           |
| 照片                          | 姓名       | 任職時間     | 離職時間  |
|                               | 田汝弼     | 1943年8月    | 1943年    |
|                               | 劉繼廣     | 1943年       | 1943年    |
|                               | 李樹聲     | 1943年       | 1945年8月 |
| 大同省次長（1943年—1945年）   |            |              |           |
| 照片                          | 姓名       | 任職時間     | 離職時間  |
|                               | 森井雄次郎 | 1943年8月    | 1945年8月 |

### 張家口特別市（1939年—1945年）
| 張家口特別市市長（1943年—1945年） |        |           |           |
| 照片                              | 姓名   | 任職時間  | 離職時間  |
|                                   | 韓廣森 | 1939年    | ？        |
|                                   | 李樹聲 | ？        | ？        |
|                                   | 崔景嵐 | 1943年8月 | 1945年8月 |

### 巴彥塔拉盟（1939年—1945年）
| 盟長（1939年—1945年）   |                      |              |           |
| 照片                    | 姓名                 | 任職時間     | 離職時間  |
|                         | 補英達賴             | 1939年       | 1945年8月 |
| 副盟長（1939年—1945年） |                      |              |           |
| 照片                    | 姓名                 | 任職時間     | 離職時間  |
|                         | 默爾根巴圖爾（亢仁） | 1939年       | 1945年8月 |
| 參與官（1939年—1945年） |                      |              |           |
| 照片                    | 姓名                 | 任職時間     | 離職時間  |
|                         | 澤井鐵馬             | 1939年9月1日 | 1941年？  |
|                         | 簡牛耕三郎           | 1941年？     | 1945年8月 |

### 察哈爾盟（1939年—1945年）
| 盟長（1939年—1945年）   |              |              |           |
| 照片                    | 姓名         | 任職時間     | 離職時間  |
|                         | 卓特巴扎普   | 1939年       | 1945年8月 |
| 副盟長（1939年—1945年） |              |              |           |
| 照片                    | 姓名         | 任職時間     | 離職時間  |
|                         | 特穆爾博羅特 | 1939年       | 1941年？  |
|                         | 色楞那木濟勒 | 1941年？     | 1945年8月 |
| 參與官（1939年—1945年） |              |              |           |
| 照片                    | 姓名         | 任職時間     | 離職時間  |
|                         | 簡牛耕三郎   | 1939年9月1日 | 1941年？  |
|                         | 森一郎       | 1941年？     | ？        |

### 烏蘭察布盟（1939年—1945年）
| 盟長（1939年—1945年）   |              |          |           |
| 照片                    | 姓名         | 任職時間 | 離職時間  |
|                         | 巴寶多爾濟   | 1939年   | 1941年？  |
|                         | 沙拉布多爾濟 | 1941年？ | 1945年8月 |
| 副盟長（1939年—1945年） |              |          |           |
| 照片                    | 姓名         | 任職時間 | 離職時間  |
|                         | 林沁僧格     | 1939年   | 1945年8月 |
| 參與官（1939年—1945年） |              |          |           |
| 照片                    | 姓名         | 任職時間 | 離職時間  |
|                         | 山本信親     | 1939年   | 1941年？  |
|                         | 木村祐次郎   | 1941年？ | 1945年8月 |

### 錫林郭勒盟（1939年—1945年）
| 盟長（1939年—1945年）   |            |              |           |
| 照片                    | 姓名       | 任職時間     | 離職時間  |
|                         | 林沁旺都特 | 1939年       | ？        |
|                         | 松津旺楚克 | ？           | 1945年8月 |
| 副盟長（1939年—1945年） |            |              |           |
| 照片                    | 姓名       | 任職時間     | 離職時間  |
|                         | 布達巴拉   | 1939年       | 1945年8月 |
| 參與官（1939年—1945年） |            |              |           |
| 照片                    | 姓名       | 任職時間     | 離職時間  |
|                         | 中村淺吉   | 1939年9月1日 | 1941年？  |
|                         | 久光正男   | 1941年？     | 1945年8月 |

### 伊克昭盟（1939年—1945年）
| 盟長（1939年—1945年）   |                      |          |           |
| 照片                    | 姓名                 | 任職時間 | 離職時間  |
|                         | 阿勒坦鄂齊爾（代理） | 1939年   | 1945年8月 |
| 副盟長（1939年—1945年） |                      |          |           |
| 照片                    | 姓名                 | 任職時間 | 離職時間  |
|                         | 阿勒坦鄂齊爾         | 1939年   | 1945年8月 |
| 參與官（1939年—1945年） |                      |          |           |
| 照片                    | 姓名                 | 任職時間 | 離職時間  |
|                         | 黑澤隆吉             | 1939年   | 1945年8月 |

### 厚和豪特市（1939年—1945年）
| 市長（1939年—1945年）     |          |              |           |
| 照片                      | 姓名     | 任職時間     | 離職時間  |
|                           | 李春秀   | 1939年9月1日 | 1943年2月 |
| 主任顧問（1939年—1945年） |          |              |           |
| 照片                      | 姓名     | 任職時間     | 離職時間  |
|                           | 小島育男 | 1939年       | 1945年8月 |

### 包頭市（1939年—1945年）
| 市長（1939年—1945年）     |          |          |           |
| 照片                      | 姓名     | 任職時間 | 離職時間  |
|                           | 金朝文   | 1939年   | 1945年8月 |
| 主任顧問（1939年—1945年） |          |          |           |
| 照片                      | 姓名     | 任職時間 | 離職時間  |
|                           | 朝場秀次 | 1939年   | 1945年8月 |